# Tell Qartal
Tell Qartal (tiếng Ả Rập: تل قرطل) là một ngôi làng Syria nằm ở phó huyện của huyện Hama ở tỉnh Hama. Theo Cục Thống kê Trung ương Syria (CBS), Tell Qartal có dân số 2.079 người trong cuộc điều tra dân số năm 2004. Cư dân của nó chủ yếu là người Hồi giáo Sunni.